# Xena: A harcos hercegnő
A Xena: A harcos hercegnő egy 1995-től vetített új-zélandi–amerikai televíziós sorozat, amely 6 évadot élt meg. Xena karaktere először a Hercules című filmsorozatban tűnt fel, ahol egy hűtlen, de vonzó harcosnőt alakított. A főszerepet Lucy Lawless színésznőre osztották. A sorozat producere Robert G. Tapert és a Pókember-filmek rendezője, Sam Raimi.
A sorozatot dicsérték erős női főszereplője miatt, nagy rajongótábora alakult ki, számos paródia, rajongói elbeszélés született belőle, tanulmányok témája lett és hatással volt más televíziós sorozatokra is.
Magyarországon a TV2 kezdte el sugározni a sorozatot, le is vetítette az összes évadot, de a Viasat 3 és a Viasat 6 nevű adókon is futott jó ideig. Megjelenésekor az egyik legnépszerűbb televíziós sorozatnak számított Magyarországon is.
2015-ben felröppent a sorozat újraforgatásának híre, azonban 2017-ben az NBC csatorna bejelentette, hogy mégsem készül el.

## Cselekmény
A történet az ősi Hellászban játszódik, megjelennek benne a görög mitológia elemei, például küklópszok is szerepelnek, titánok, valamint egyéb ókori legendás vagy valós személyek, köztük Dávid és Góliát az Ószövetségből, Aphrodité, a szerelem istennője, Hadész, az alvilág ura, Herkules, Erósz, a szerelem istene, amazonok és kentaurok; Odüsszeusz is feltűnik.
A sorozat főszereplője Xena, aki trák származású. A karakter a Herkules című sorozatban tűnt fel negatív szereplőként, sokakat meggyilkoló hadúrként. Saját sorozatában a karakter múltbeli bűneiért vezekel azzal, hogy bajba jutott embereken segít. Megmenti Gabrielle életét is, akivel barátságot köt, és a sorozat folyamán együtt róják az ókori Görögország, Róma, Afrika vidékeit. A sorozat utolsó évada Japánban zárul.

## Szereplők
| Szerepnév | Színész(nő)    | Magyar Hang                                     |
| --------- | -------------- | ----------------------------------------------- |
| Xena      | Lucy Lawless   | Tátrai Zita (1.-5. évad), Agócs Judit (6. évad) |
| Gabrielle | Renée O'Connor | Kiss Erika                                      |

### Mellékszereplők
- Ted Raimi – Joxer (42 epizód)
- Kevin Smith – Arész (31 epizód)
- Hudson Leick – Callisto (13 epizód)
- Karl Urban – Iulius Caesar (12 epizód)
- Alexandra Tydings – Aphrodité (11 epizód)
- Marton Csokas – Borias (10 epizód)
- Danielle Cormack – Ephiny (9 epizód)
- Bruce Campbell – Autolycus (8 epizód)
- David Franklin – Brutus (4 epizód)
- Robert Trebor – Salmoneous (4 epizód)
- Michael Hurst – Iolaus (4 epizód)
- Colin Moy – Augustus (3 epizód)
- Jay Laga'aia – Draco (3 epizód)
- David Taylor – Solan (3 epizód)
- Kevin Sorbo – Hercules (2 epizód)
- Mark Warren – Caius Octavius (2 epizód)
- Adrienne Wilkinson-Eve/ Livia